# Antonio Maria Vegliò
Antonio Maria Vegliò, né le 3 février 1938 à Macerata Feltria, est un cardinal et archevêque italien de l'Église catholique romaine. Après une carrière de diplomate au service du Vatican, il est nommé en 2001 secrétaire de la Congrégation pour les Églises orientales, puis, de 2009 à 2016, à la présidence du Conseil pontifical pour la pastorale des migrants et des personnes en déplacement.  

## Biographie
Né en 1938 dans la commune de Macerata Feltria, dans les Marches, Antonio Maria Vegliò est ordonné prêtre en 1962 pour le diocèse de Pesaro. Nommé archevêque titulaire d’Aeclanum (de) en 1985, il entame par la suite une carrière diplomatique pour le Saint-Siège, officiant successivement comme pro-nonce apostolique pour la Papouasie-Nouvelle-Guinée (en) et les Îles Salomon (en) de 1985 à 1989, au Sénégal, au Cap-Vert, au Mali (en) et en Guinée-Bissau (en) de 1989 à 1994. Il accède à la nonciature pour ces pays en 1994 avant d'être affecté à Beyrouth comme nonce apostolique au Liban (en) et au Koweït (en) (jusqu'en 1999 pour le Koweït).
Il rejoint alors la Curie où le pape Jean-Paul II le nomme secrétaire de la Congrégation pour les Églises orientales en avril 2001. Le 28 février 2009, le pape Benoît XVI lui confie la présidence du Conseil pontifical pour la pastorale des migrants et des personnes en déplacement, en remplacement du cardinal Renato Martino. Il occupe cette fonction jusqu'à la suppression de ce conseil, dont les attributions sont reprises par le dicastère pour le service du développement humain intégral, le 1er janvier 2017

### Cardinalat
Il est créé cardinal par Benoît XVI le 18 février 2012 avec le titre de cardinal-diacre de San Cesareo in Palatio.
Il participe au conclave de 2013 qui voit l'élection du pape François.
Il atteint les quatre-vingts ans le 3 février 2018, ce qui l'empêche de participer aux votes du conclave de 2025 (élection de Léon XIV).

## Prises de position
Une dépêche de l'agence de presse ZENIT rapportait, en novembre 2011, les propos de Mgr Antonio Maria Vegliò qui soulignait le « rôle stratégique » qu'avaient les étudiants internationaux dans l'évangélisation et la nouvelle évangélisation grâce aux rencontres, culturelles notamment, qu'ils pouvaient faire.

### Sources partielles
- Qui sont les 22 nouveaux cardinaux ? Liste et biographies des 22 nouveaux cardinaux créés lors du consistoire du 18 février 2012 par Benoît XVI, in La Croix, 6 janvier 2012, article en ligne